# Eldmalimbe
Eldmalimbe (Malimbus racheliae) är en fågel i familjen vävare inom ordningen tättingar.

## Utbredning och systematik
Fågeln förekommer i låglänta skogar från sydöstra Nigeria till södra Kamerun och Gabon. Den behandlas som monotypisk, det vill säga att den inte delas in i några underarter.

## Status
IUCN kategoriserar arten som livskraftig.